# Saint-Julien-près-Bort
Saint-Julien-près-Bort korábbi község Franciaországban, Corrèze megyében. 2017. január 1-jén Sarroux korábbi községgel egyesült és az így létrejött Sarroux-Saint Julien új község része lett.
Lakosainak száma 403 fő (2018. január 1.). Saint-Julien-près-Bort Champagnac, Madic, Saint-Pierre, Bort-les-Orgues, Margerides, Monestier-Port-Dieu, Roche-le-Peyroux, Saint-Bonnet-près-Bort, Sarroux és Thalamy községekkel határos.

## Népesség
A település népessége az elmúlt években az alábbi módon változott:
| Lakosok száma | 459  | 367  | 350  | 373  | 369  | 430  | 421  | 404  | 405  | 403  |
|               | 1968 | 1975 | 1982 | 1990 | 1999 | 2011 | 2013 | 2015 | 2017 | 2018 |